# LOFAGE
La Llei 6/1997, aprovada el 14 d'abril del 1997, o llei d'organització i funcionament de l'administració general de l'estat (LOFAGE) és una llei espanyola, sense vigència legal, que regulava les administracions instrumentals espanyoles estatals i locals. Fou derogada per la llei 40/2015, aprovada l'1 d'octubre, de règim jurídic del sector públic, publicada al BOE núm. 236 de 2 d'octubre de 2015.
La LOFAGE regulava la creació, modificació i extinció dels organismes autònoms i entitats públiques empresarials en el capítol IV. Els organismes públics eren creats mitjançant llei, amb el qual es determinava la finalitat, l'administració al que quedava adscrit, els recursos econòmics, el règim del personal, contractació, patrimoni, fiscal i altres que exigien norma amb rang de llei (art. 61). La modificació i refundició d'aquests aspectes havia de fer-se mitjançant llei o reial decret. Abans d'entrar en funcionament, calia aprovar mitjançant reial decret el seu estatut. L'extinció s'havia de fer mitjançant llei o reial decret.
El règim pressupostari, econòmic-financer, de comptabilitat, intervenció i de control financer estava establert a la llei general pressupostària (arts. 50 i 58) i el ministeri al que estava adscrit controlava la seua eficàcia.
Els ens públics atípics eren regulats en les disposicions addicionals 6, 8, 9 i 10.